# John Boydell
John Boydell (19 de enero de 1720 – 12 de diciembre de 1804) fue un editor británico del siglo XVIII, que alcanzó la fama debido a sus ediciones de grabados. Durante su vida ayudó a moderar el desbalance comercial que existía entre Inglaterra y Francia en el mercado de grabados, iniciando así una tradición británica dedicada a estas artes. Como antiguo grabador, Boydell promovió los intereses de los artistas y mecenas, alcanzando así la prosperidad de su negocio.
En 1790 Boydell inició una gran iniciativa comercial que incluía la construcción de la Galería Boydell Shakespeare, la publicación de una edición ilustrada de las obras de William Shakespeare, y de un folio de grabados representando escenas de las obras dramáticas del mismo autor. Algunos de los más célebres pintores de la época contribuyeron para este propósito, como Benjamin West. Sin embargo, problemas financieros afectaron el proyecto en una época donde la economía británica estaba siendo perturbada por las guerras revolucionarias francesas. 
A través de su vida, Boydell dedicó su tiempo a la creación de proyectos cívicos: Donó obras de arte a las instituciones gubernamentales y se postuló como candidato a un cargo público. En 1790, fue elegido como Alcalde de Londres. Finalmente falleció casi en la bancarrota en el año de 1804.

## Primeros años
Boydell nació en Dorrington, en el condado de Shopshire el 19 de enero de 1720. Sus padres fueron Josiah Boydell y Mary Milnes (Apellido de soltera). Su padre fue un agrimensor, y se esperaba que su hijo John Boydell, el mayor de siete hijos, siguiese sus pasos. En 1731, cuando Boydell tenía 11 años, la familia se mudó a la ciudad de Hawarden, en el condado de Flintshire.
En 1739 se convirtió en asistente administrativo del diputado John Lawton, y lo acompañó a Londres. Un año después, como muchos empresarios de la época, Boydell decidió navegar a las Indias con esperanza de hacer fortuna, pero después abandonó su idea y regresó a Flintshire. Se desconoce si en ese momento decidió ejercer como agrimensor.
Aproximadamente en 1740 o 1741, Boydell vio una impresión del castillo de Hawarden realizada por William Henry Toms, y se sintió encantado con esta, que decidió viajar a Londres para aprender arte gráfico. Es así que inició sus estudios como aprendiz de William Henry Toms, y se inscribió en la academia de St. Matin’s Lane para aprender dibujo. Cada día trabajaba aproximadamente catorce horas para Toms y acudía a sus clases de dibujo durante la noche. Después de seis años, la diligencia de Boydell le permitió eximirse el último año de aprendizaje, y en 1747 estableció su propio taller independiente en la calle Strand, en el que se «especializaba en económicas impresiones topográficas con un coste aproximado de seis peniques o un chelín».
El deseo de Boydell de asumir responsabilidad de su propio negocio tan temprano en su carrera demuestra su espíritu de iniciativa comercial. Los comercios independientes eran arriesgados en los años 1740 debido a que no existían leyes estrictas que protegiesen los derechos de autor, a pesar del Acta de derechos de grabado de 1734, (conocida como el acta Hogarth) que había sido instituida. La piratería de publicación de libros e impresiones se convirtió en una profesión y disminuyó en gran medida las ganancias de los editores como Boydell.

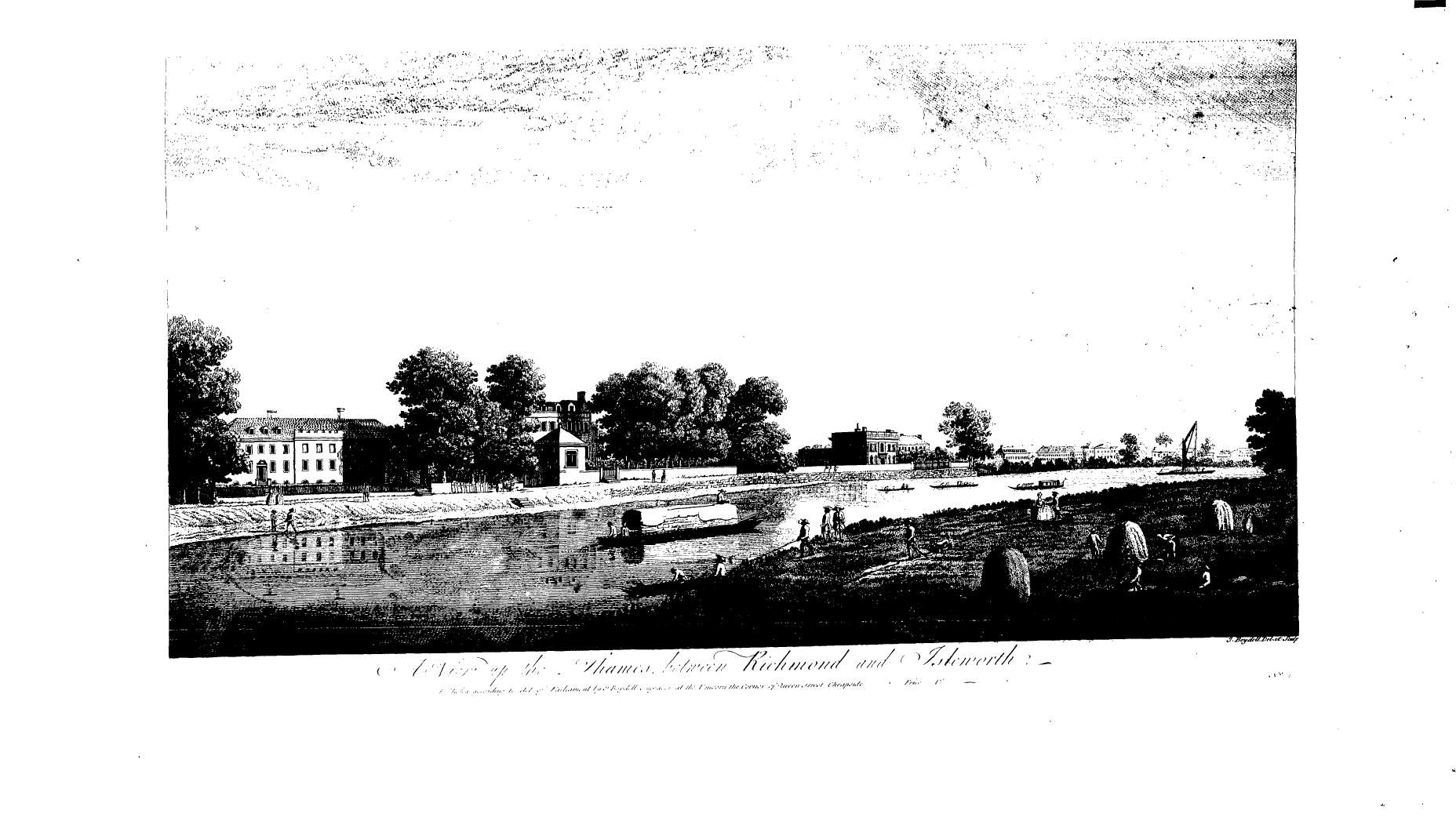
Grabado de Boydell del Río Támesis entre Richmond y Isleworth en su Colección Vistas de Inglaterra y Gales (en inglés Collection of Views in England and Wales, edición de 1790).

Alrededor de 1747, Boydell publicó su primer gran trabajo, titulado The Bridge book, en el cual dibujó y cortó cada impresión. El costo era de un chelín y contenía seis paisajes, en cada uno de los cuales había un puente representado prominentemente. Un año después, en 1748, Boydell aparentemente se encontraba asegurado financieramente, y contrajo matrimonio con Elizabeth Lloyd. La pareja no tuvo hijos y Elizabeth murió en 1781.
Temprano en su carrera, Boydell notó que sus grabados tenían poco mérito artístico, y expresó años más tarde que estos eran acumulados por otras personas "Más para mostrar el mejoramiento del arte en su país (Inglaterra), debido al periodo de su publicación, que a la idea de su propio mérito". Esto debe explicar la razón de porque en 1751, que corresponde al momento que se convirtió en miembro de la Stationers Company, empezó a comprar placas de grabados de otros artistas y a publicarlas en adición a las suyas. Comúnmente un grabador, como William Hogarth, tenía su propio negocio o llevaba sus grabados a un editor para que los publicase. En el momento que Boydell adoptó el papel dual de artista y negociante de impresiones, alteró la organización tradicional de las imprentas. Boydell no estaba sujeto a los caprichos del gusto del público: sí sus grabados no se vendían bien, el compraba y vendía las impresiones de otros artistas. También comprendía las preocupaciones de ambos, el grabador y el editor. De hecho, como editor ayudó a que aumentase el nivel de respeto hacia los grabadores, y además logró que los pagos por sus comisiones mejorasen.

## Éxito

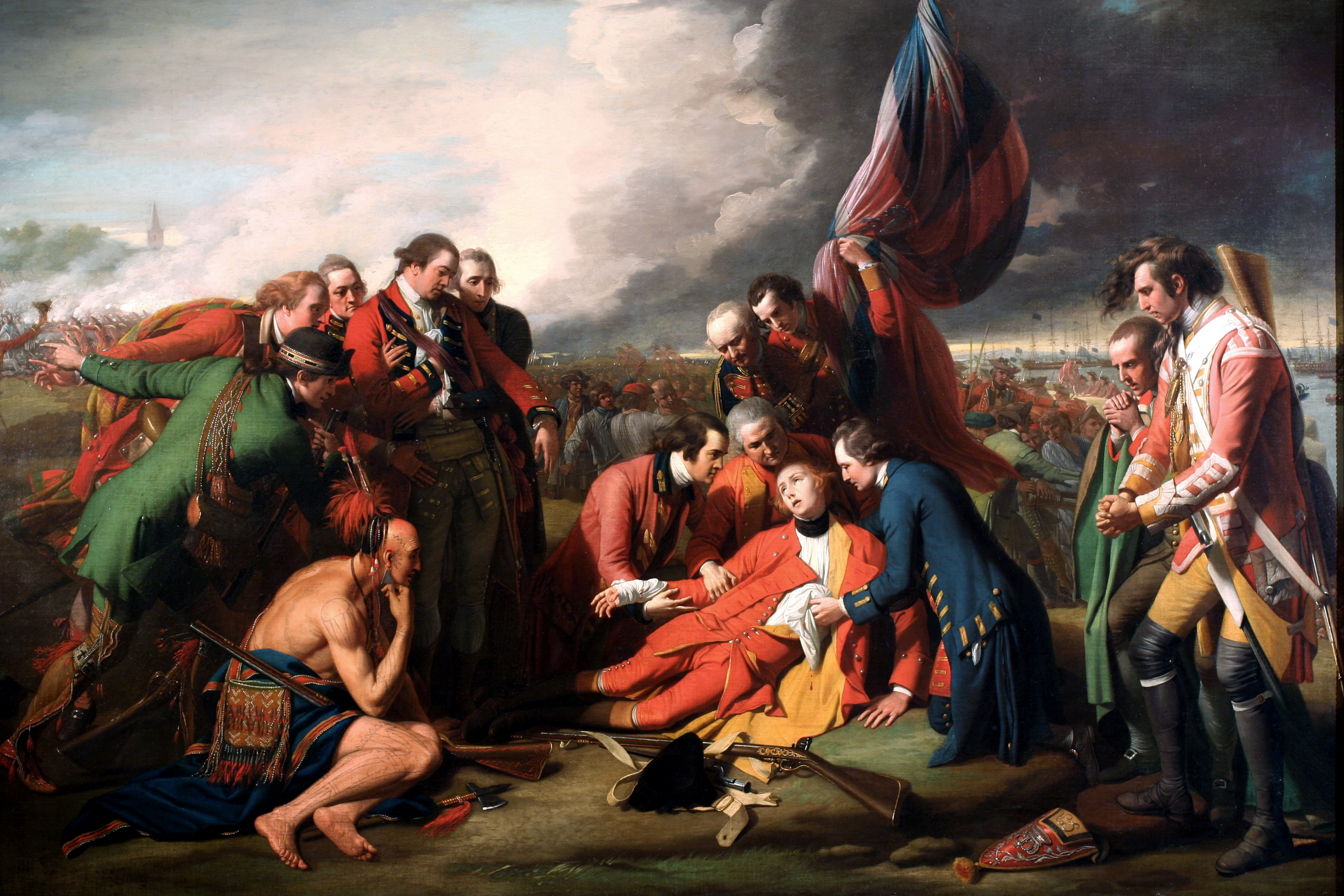
Boydell finalmente hizo £15.000 del grabado de 1776 de Benjamin West, titulado Muerte del General Wolfe (en inglés Death of General Wolfe, 1770), debido principalmente a su exportación.

En 1751, con su gran volumen de impresiones, Boydell se trasladó a un establecimiento más amplio ubicado en la calle 90, en Cheapside. Alrededor de 1755, publicó un libro titulado Una colección de ciento dos vistas en Inglaterra y Gales (en inglés A Collection of One Hundred and Two Views in England and Wales). Este libro económico y exitoso, le brindó el capital necesario para que realizase nuevas inversiones. De esta manera, se sumergió profundamente en el lado comercial del negocio de impresiones y como otros grandes impresores empezó a importar grabados para vender. Estos incluían reproducciones de grabados de paisajes de artistas como Claude Lorrain y Salvator Rosa. El mayor volumen de importaciones provenía de los indiscutidos maestros del grabado que eran los franceses, durante el siglo XVIII. Boydell reunió una pequeña fortuna en 1750, proveniente de los grabados importados. Su temprano éxito fue reconocido en 1760 cuando fue nombrado miembro de la Royal Society. Winifired Friedman, que ha escrito extensamente sobre Boydell, explicó que a pesar del éxito, "Lo que impuso a Boydell como uno de los pioneros en el negocio de los grabados fue que los franceses no extendían crédito o intercambiaban las impresiones, y por el contrario tenía el requerimiento de producir dinero en efectivo. Boydell ejerció acción, y este fue su punto crucial."
En 1761, Boydell intentó realizar un intercambio comercial del mismo tipo con los franceses, los cuales en el pasado se habían rehusado por la mala calidad de los grabados ingleses. Para inaugurar el intercambio, tenía que poseer un grabado espectacular. Consecuentemente, contrató a William Woollett, quien era el grabador más importante de Inglaterra, para que realizase un grabado de la pintura de Richard Wilson titulada La destrucción de los hijos de Níobe (en  inglés Destruction of the Children of Niobe). En 1760, Woollett ya había grabado exitosamente para Boydell la pintura de Claude Lorraine de 1663 titulada El sacrificio del padre de Psique en el templo de Apolo (en inglés The father of Psyche Sacrificing at the Temple of Apollo). Boydell le pagó aproximadamente £100 por el grabado de Níobe, una cantidad asombrosa comparada con la tasa usual de pagos. Este simple acto de mecenazgo aumentó los sueldos de los grabadores a lo largo de Londres. El grabado fue exitoso, pero más importante fue que los franceses lo aceptaron como una clase de pago. De hecho, fue el primer grabado británico deseado en el continente europeo. En los años 1770, los ingleses estaban exportando más grabados que importando, principalmente a causa de Boydell.
El negocio de Boydell floreció y contrató a su sobrino Josiah Boydell para que lo asistiese. El biógrafo de Boydell, Sven Bruntjen, creyó hipotéticamente que una de las razones para el temprano y fenomenal éxito de Boydell fue su especialización. Al contrario "de sus competidores (que vendían manuales, mapas geográficos, y otros libros variados)… su negocio tenía una casi exclusiva concentración en la venta de reproducción de grabados." Bruntjen argumentó "que a pesar de las extensas ventas de variados tipos de grabados para reproducción, fue la historia contemporánea del grabado lo que causó el éxito mayoritario de Boydell como comerciante de impresiones". Entre los grabados más notables se encontraba La muerte del general James Wolfe (en inglés Death of General Wolfe, 1770) pintado por Benjamin West y grabado por Woollett para Boydell en 1776. (Alrededor de esta época Boydell cesó la realización de grabados por el mismo y empezó a trabajar únicamente bajo comisión).

## Referencias

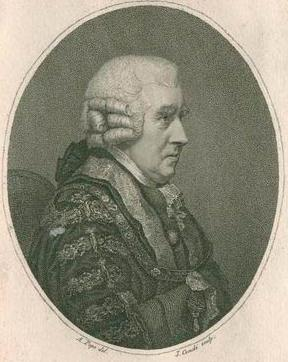
John Boydell en 1791, durante su periodo como Alcalde de Londres.